# Hayabusa 2 (rymdsond)
För andra betydelser, se Hayabusa.
Hayabusa 2 är en japansk rymdsond vars uppdrag är att hämta ett jordprov från asteroiden 162173 Ryugu. Rymdsonden sköts upp med en H-IIA-raket den 3 december 2014.
Den gick in i omloppsbanna runt 162173 Ryugu den 27 juni 2018. Asteroiden befinner sig på 30 miljoner mils avstånd från jorden.
Den 21 september 2018 släppte rymdsonden två mindre rymdsonder. Dessa kommer hoppa från plats till plats på asteroiden, med hjälp av gyron.
Hayabusa 2 landade den 6 december 2020 i den australiska öknen efter sex år i rymden. I lasten finns stoft från asteroiden Ruygu. Hayabusa-2, har tagit markprover från asteroiden, totalt 5,4 gram. De japanska forskarnas förhoppning är att proverna ska kasta ljus över livets uppkomst och bildandet av universum.

Hayabusa är det japanska namnet för pilgrimsfalk.

### Fotnoter
1. ↑  ”NASA Space Science Data Coordinated Archive” (på engelska). NASA. https://nssdc.gsfc.nasa.gov/nmc/spacecraft/display.action?id=2014-076A. Läst 29 mars 2020.